# Carex ischnostachya
Espèce
Classification phylogénétique
Carex ischnostachya est une espèce des plantes du genre Carex et de la famille des Cyperaceae.